# Tsumeb
Tsumeb (em Otjiherero: Okavisume) é uma cidade de 15 000 habitantes e a maior cidade da região de Oshikoto, no norte da Namíbia. Tsumeb é conhecida como a "porta de entrada para o norte" da Namíbia. É a cidade mais próxima do Parque Nacional Etosha. Tsumeb costumava ser a capital da região de Oshikoto, até 2008, quando Omuthiya foi proclamada uma cidade e a nova capital. A área ao redor de Tsumeb forma seu próprio distrito eleitoral e tem uma população de 44 113 habitantes. A cidade é o local de uma mina profunda (os trabalhos inferiores agora fechados) que em seu apogeu era conhecida como "TCL" (em homenagem a sua operadora Tsumeb Corporation Ltd.), mas desde então foi renomeada para Mina Ongopolo.

## A cidade e a mina Tsumeb
Tsumeb é notável pelo enorme tubo mineralizado que levou à sua fundação. A origem do tubo tem sido muito debatida. O tubo penetra mais ou menos verticalmente através da dolomita pré-cambriana Otavi por pelo menos 1 300 metros. Uma possibilidade é que o tubo era na verdade um gigantesco sistema de cavernas antigas e que a rocha que o preenche é areia que penetrou de cima. Se o tubo é vulcânico, como alguns sugeriram, então a rocha que o preenche (o "pseudo-aplito") é peculiar ao extremo. O tubo foi extraído em tempos pré-históricos, mas aqueles trabalhadores antigos mal arranharam a superfície. A maior parte do minério foi removida no século XX por métodos de corte e preenchimento. O minério era polimetálico e dele se extraíam cobre, chumbo, prata, ouro, arsênico e germânio. Havia também uma quantidade razoável de zinco presente, mas a recuperação desse metal sempre foi difícil por razões técnicas. Muitos milhões de toneladas de minério de grau espetacular foram removidos. Uma boa porcentagem do minério (chamado de "minério de fundição direta") era tão rico que era enviado direto para a fundição situada perto da cidade sem antes ter que passar pela usina de enriquecimento mineral. A mina de Tsumeb também é conhecida entre os colecionadores de minerais. Entre 1905 e 1996, a mina produziu cerca de 30 milhões de toneladas de minério, rendendo 1,7 Mt de cobre, 2,8 Mt de chumbo, 0.9 Mt de zinco, bem como 80 t de germânio. O teor médio do minério era 10% Chumbo, 4,3% Cobre, 3,5% Zinco, 100 ppm Prata, 50 ppm Germânio.
É conhecido por 243 minerais válidos e é o local de 56 tipos de minerais. Alguns dos minerais de germânio são encontrados apenas nesta mina.
Tsumeb, desde a sua fundação, tem sido principalmente uma cidade mineira. A mina era originalmente propriedade da OMEG (Otavi Minen- und Eisenbahn-Gesellschaft) e mais tarde da TCL (Tsumeb Corporation Limited) antes de seu fechamento há alguns anos, quando o minério em profundidade acabou. Os poços principais foram inundados por águas subterrâneas com mais de um quilômetro de profundidade e a água foi coletada e bombeada até a capital da Namíbia, Vinduque. A mina já foi reaberta por um grupo de empresários locais ("Ongopolo Mining"). Uma boa quantidade de minério oxidado ainda precisa ser recuperada nos antigos níveis superiores da mina. É altamente improvável, porém, que os níveis mais profundos sejam reabertos.
A outra característica notável da cidade é a fundição de metais, atualmente propriedade da Namibia Custom Smelters, que foi vendida pela Weatherly International para a Dundee Previous Metals, em 2010. O direito da fundição é atualmente propriedade da IXM.

### Patrimônio geológico
Por ser 'um dos depósitos de minério mais ricos em variedade, raridade e estética de minerais do mundo', a União Internacional de Ciências Geológicas (IUGS) incluiu o 'Depósito de Minério de Tsumeb' em seu conjunto de 100 'depósitos geológicos locais de patrimônio' em todo o mundo em uma lista publicada em outubro de 2022. A organização define um Sítio do Patrimônio Geológico da IUGS como 'um lugar-chave com elementos geológicos e/ou processos de relevância científica internacional, usados como referência e/ou com uma contribuição substancial para o desenvolvimento das ciências geológicas ao longo da história'.

## Economia e infraestrutura
Existem 105 fazendas comerciais ao redor de Tsumeb. A área consiste em grande parte de colinas cobertas de arbustos espinhosos. Tsumeb está na zona climática de floresta seca, zona de vegetação de savana. A qualidade do solo ao redor de Tsumeb varia de um barro vermelho muito fértil, passando por turfa preta, até argila calcária e marga. O distrito é, portanto, adequado para agricultura intensificada e produção agrícola. Há uma abundância de água subterrânea e chuvas regulares nos meses de verão. A irrigação torna a área ainda mais produtiva. Os agricultores da região cultivam frutas cítricas com muito sucesso. As principais culturas cultivadas são milho, sorgo e girassol. A criação de gado também é difundida.
Ohorongo Cement foi criada em 2007. A planta está situada entre Tsumeb e Otavi na Fazenda Sargberg aproximadamente 45 km ao sul de Tsumeb. A planta tem uma capacidade de produção de 650 mil toneladas por ano, quase o dobro da demanda do mercado interno da Namíbia. É propriedade da Schwenk KG. As reservas de calcário parecem adequadas para aproximadamente 300 anos. A Tsumeb tem uma fábrica de dormentes de concreto.
Todos os anos, o município de Tsumeb organiza o Festival de Cobre de Tsumeb. Mais de 200 pequenas e médias empresas (PMEs) e grandes expositores apresentam seus produtos e serviços na feira anual. O festival acontece anualmente no último fim de semana de outubro no Parque das Nações Unidas. O evento de quatro dias, que visa aumentar a competitividade econômica da cidade, atrai multidões de todos os cantos do país e além. Também facilita investimentos indiretos no setor hoteleiro.
O estádio de Tsumeb, o Estádio Oscar Norich, tem capacidade para 1 500 pessoas.

## Política
Tsumeb é governada por um conselho municipal com sete assentos. Nico Kaiyamo é um dos políticos locais conhecidos e estabelecidos.
Nas eleições autárquicas de 2010, foram contabilizados 3 120 votos na cidade. A Organização do Povo do Sudoeste Africano (SWAPO) venceu com aproximadamente 75% dos votos. Dos outros quatro partidos que buscam assentos, o Rally for Democracy and Progress (RDP) recebeu aproximadamente 15% dos votos, seguido pela Frente Democrática Unida (UDF, 5%), Partido de Todos os Povos (APP, 2%) e o Turnhalle Democrático Alliance (DTA, 2%). Apesar de estar em votação, o Congresso dos Democratas (CoD) não foi votado. A eleição da autoridade local de 2015 foi novamente vencida pela SWAPO, que ganhou seis assentos e 3 149 votos. A cadeira restante foi para o DTA, que obteve 291 votos.
As eleições autárquicas de 2020 foram também vencidas pela SWAPO que obteve 2 518 votos e conquistou quatro lugares. O Independent Patriots for Change (IPC), partido de oposição formado em agosto de 2020, obteve 1 472 votos e conquistou duas cadeiras. A cadeira restante foi para o Movimento Democrático Popular (PDM, a nova denominação do DTA) com 199 votos.

## Geminação de cidades
- Chesterfield, UK[21]
- Elverum, Norway

## Minerais
Tsumeb pertence aos sítios mineralógicos mais prolíficos do mundo. Os minerais de Tsumeb são insuperáveis em variedade e qualidade de forma. Pelo menos 170 espécies minerais foram catalogadas, 20 minerais não são encontrados em nenhum outro lugar. A concentração de ingredientes para as formações minerais de Tsumeb se origina em um depósito de sulfeto rico em muitos metais. Um ambiente não árido abundante em águas subterrâneas ricas em oxigênio contribuiu para a lixiviação e redeposição desses elementos como novos minerais, às vezes em formações cristalinas. Existem raros minerais secundários de Cumbo, Cobre, Zinco, Arsênio, Antimônio e, refletindo a química do depósito de minério, Germânio, Gálio e Cádmio também. Os minerais descritos pela primeira vez em Tsumeb incluem:
- arsenatos raros (mas também alguns comuns): andyrobertsite, arsenbrackebuschite, arsendescloizite, arsentsumebite, biehlite, calcioandyrobertsite, chudobaite, duftite, ekatite, fahleite, feinglosite, ferrilotharmeyerite, gaitite, gebhardite, gerdtremmelite, helmutwinklerite, jamesite, johillerite, keyite leiteite, ludlockite, lukrahnite, molibdofornacite, o'danielite, prosperite, reinerite, schneiderhöhnite, schultenite, sewardite, stranskiite, thometzekite, tsumcorite, warikahnite, wilhelmkleinite, zincgartrellite e zincroselite.[23]
- germânio único (bartelkeite, calvertite, eyselite, fleischerite, germanite, itoite, krieselite (germanate topázio), mathewrogersite, otjisumeite, ovamboite, schaurteite e stottite) e gálio (gallobeudantite, söhngeite, tsumgallite) minerais.[24]
- outras são: kegelita, minrecordita, otavita, plumbotsumita, queitita, sidpietersita (único tiossulfato), estibioclaudetita, tsumebita e zincrosasita.[25]